# Sötét csoportospereszke
A sötét csoportospereszke (Lyophyllum decastes) az álpereszkefélék családjába tartozó, Eurázsiában és Észak-Amerikában honos, erdőkben, réteken, kertekben élő, ehető gombafaj. További elnevezése: csoportos álpereszke, csoportos pereszke.

## Megjelenése
A sötét csoportospereszke kalapja 3-12 cm széles, alakja fiatalon domború, ami később széles domborúan vagy közel laposan kiterül. Felszíne sima, nedves (de nem nyálkás), széle sokáig aláhajló. Színe barna, szürke vagy szürkésbarna, egyszínű vagy foltos; fiatalon általában sötétebb. 
Húsa vastag, kemény, színe fehér, sérülésre nem változik. Szaga nem jellegzetes, íze kellemes, enyhén retekszerű lehet. 
Sűrű lemezei tönkhöz nőttek (néha pereszkefoggal) vagy lefutók. Színük fehéres, idősen sárgulhatnak.
Tönkje 4-8 cm magas és 1-1,5 cm vastag. Alakja hengeres, görbülhet, lehet excentrikus elhelyezkedésű. Színe piszkosfehér, alja felé sötétedő. Felszíne hosszanti szálas, öregen hosszanti pikkelykés. Jellemzően nagy csoportokban, sűrűn egymás mellett terem, a tönkök alja összenőhet.
Spórapora fehér. Spórája kerekded, sima, inamiloid, mérete 4-6 µm. 

### Hasonló fajok
A zöldesszürke döggomba, a szappanszagú pereszke, vagy a barna csoportospereszke hasonlíthat hozzá.  

## Elterjedése és termőhelye
Eurázsiában és Észak-Amerikában honos. Magyarországon viszonylag gyakori.
A talajban lévő korhadó szerves anyagokat bontja. Lombos- és vegyes erdőkben, erdei utakon, füves területeken, kertekben, parkokban fordul elő. Júniustól novemberig terem.

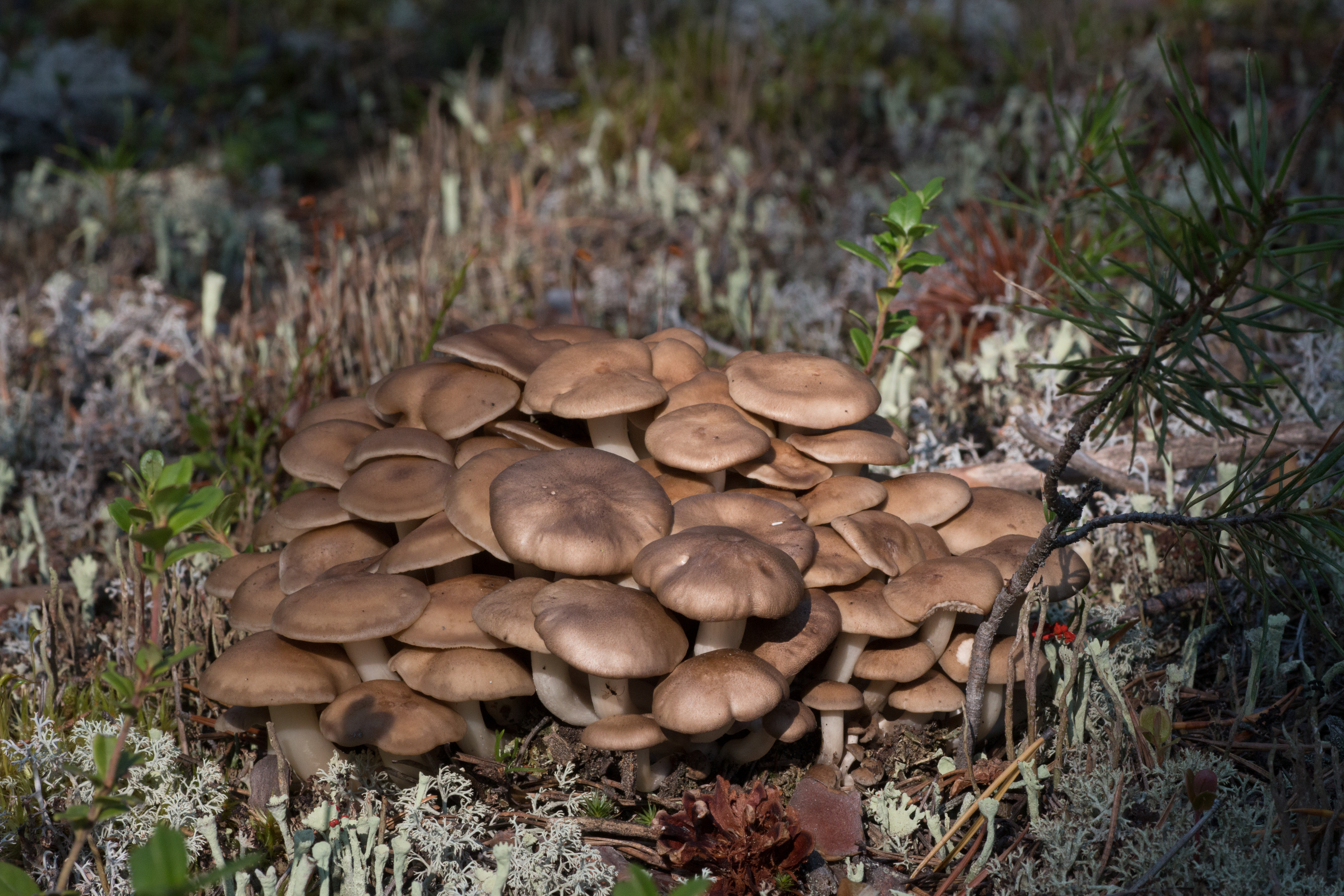
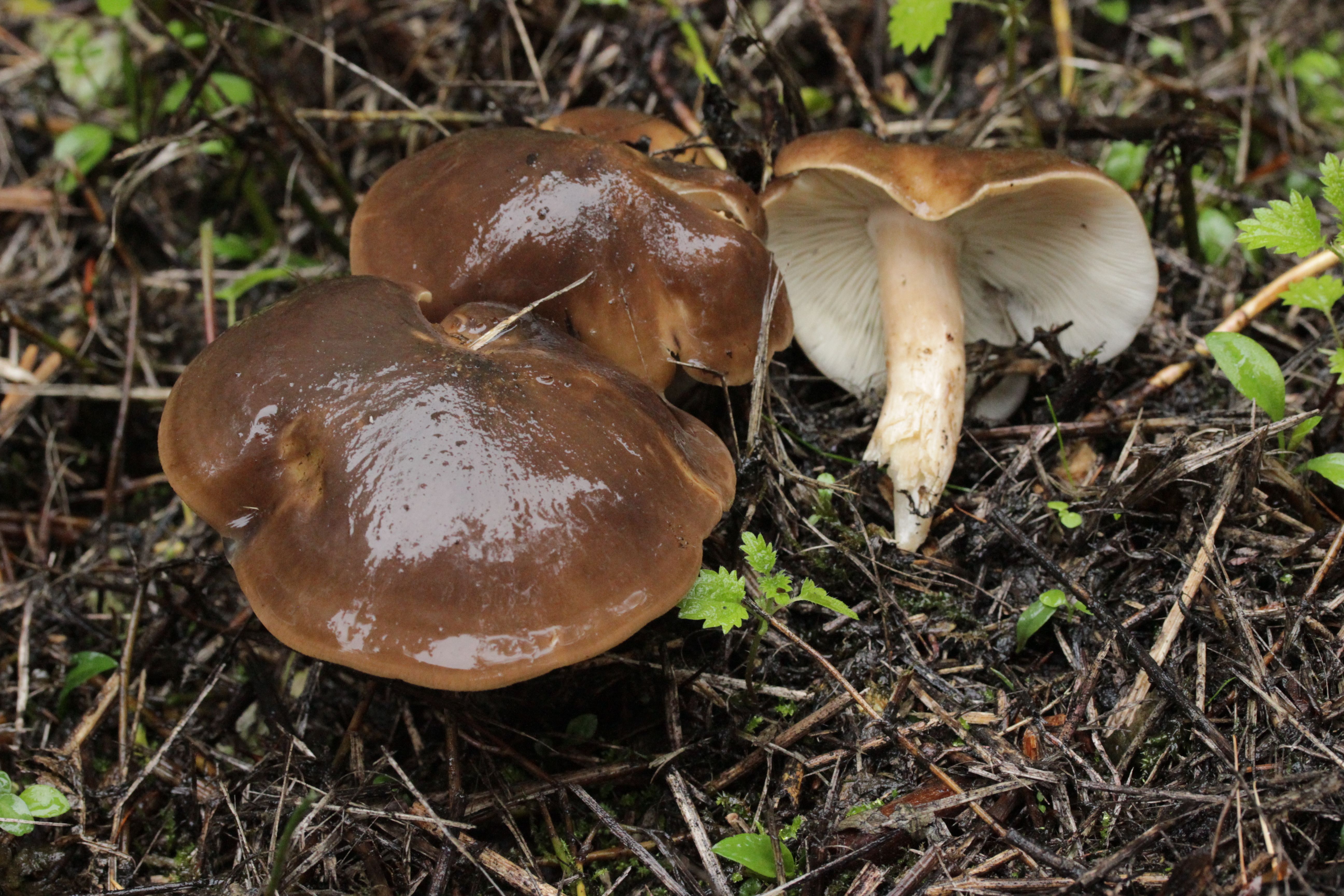
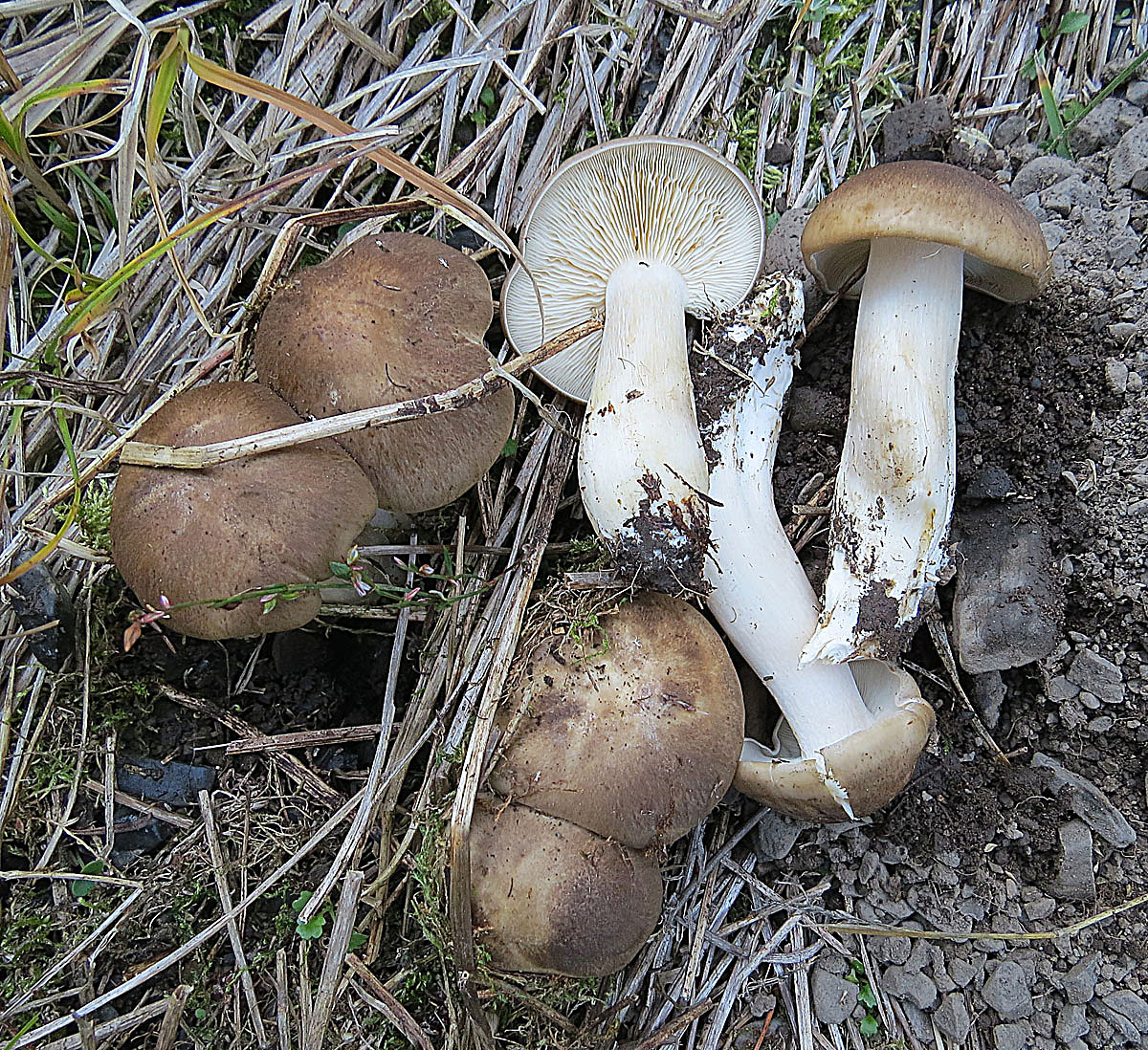
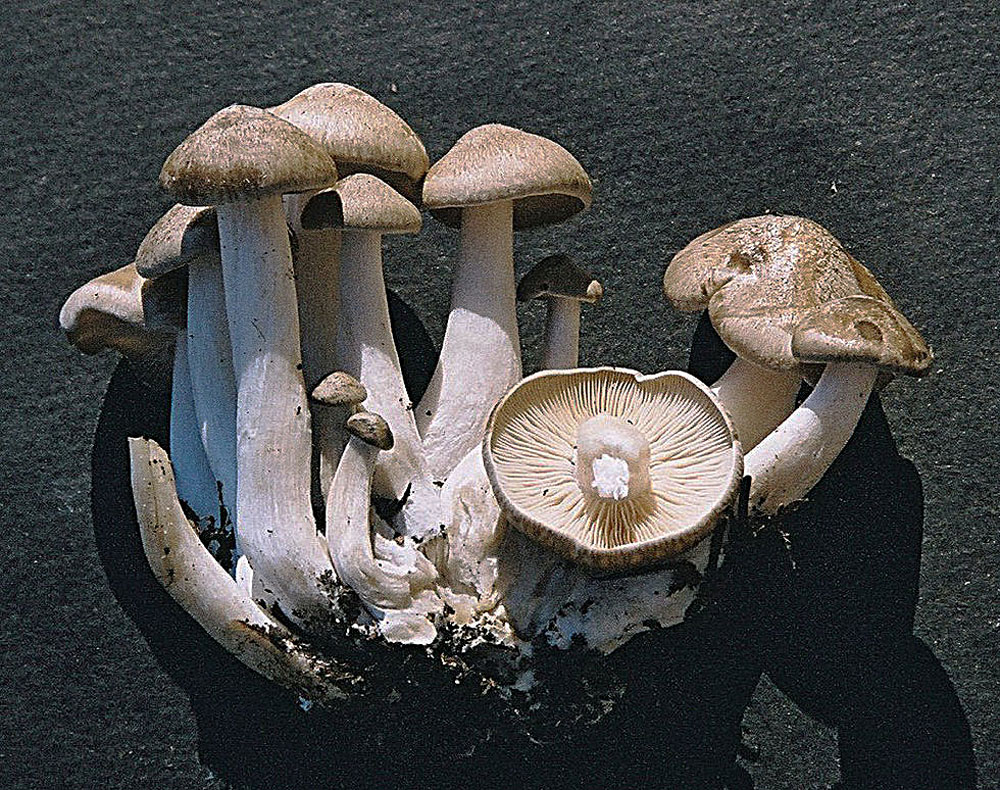
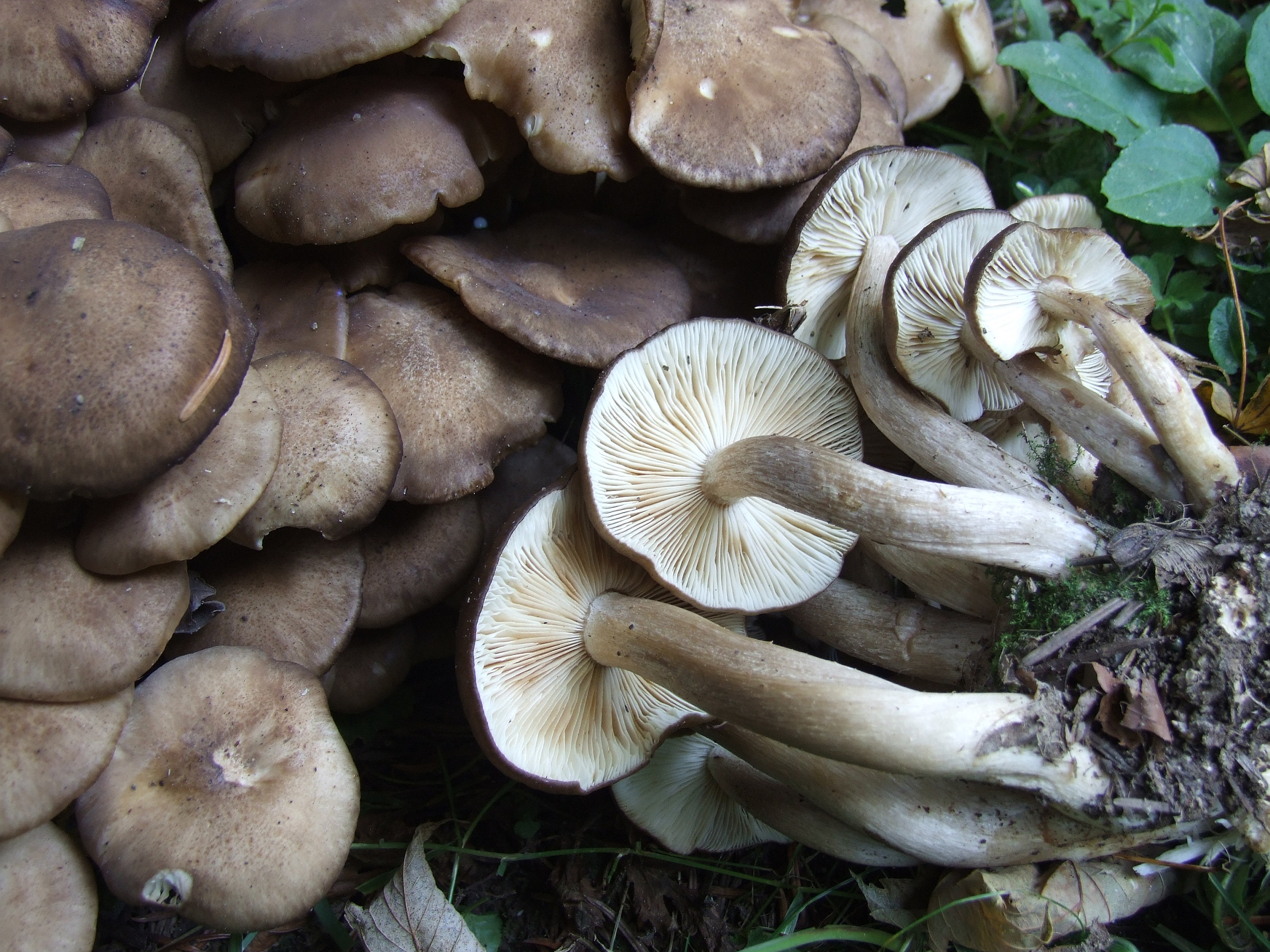

Ehető, de a tönkje eléggé szívós.